# Языки Филиппин

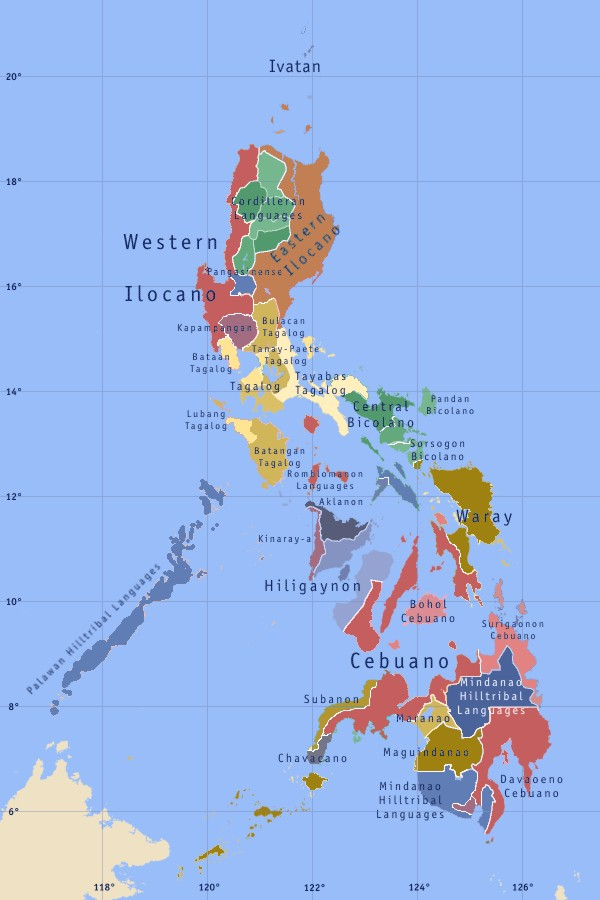
Карта основных этнолингвистических групп Филиппин

На Филиппинах насчитывается от 120 до 175 живых языков (в зависимости от методики подсчёта), четыре языка вымерло во второй половине XX века. Почти все языки, распространённые на Филиппинах, принадлежат к малайско-полинезийской подсемье, также имеется несколько креольских языков на основе испанского.
По состоянию на 2015 год филиппинский и английский — государственные языки страны, 19 имеют статус региональных, этот статус разрешает преподавание на языке в образовательных учреждениях, он закреплён в 14-й статье конституции. В основном население говорит на региональных языках, уровень владения филиппинским варьирует; уровень владения английским высокий, однако в основном распространён не английский, а смешанный язык таглиш.

## Государственные, официальные и региональные языки

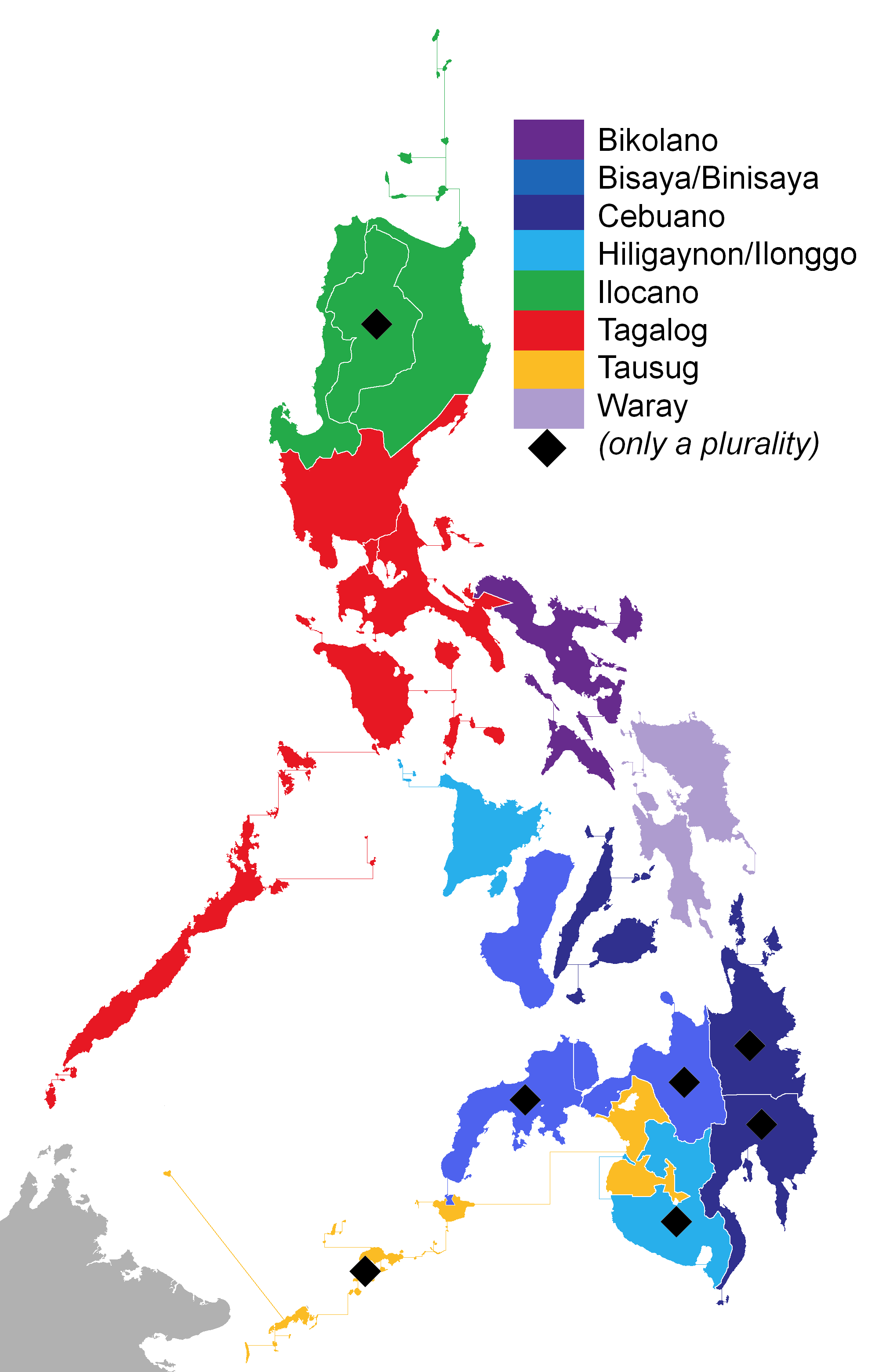
Языки с наибольшим количеством носителей по регионам.

Конституция 1987 года объявила стандартизированный вариант тагальского языка (филиппинский язык) государственным языком Филиппин. Филиппинский и английский имеют статус государственных, а регионам дано право самостоятельно определять особый статус региональных языков, их 19: акланонский, центральный бикольский, себуанский, чабакано, хилигайнон, ибанаг, илоканский, иватанский, капампанганский, кинарайский, магинданао, маранао, пангасинанский, тина, суригаоский, тагальский, таусугский, варайский и яканский. 
Развитие и увеличение популярности испанского и арабского языка должны происходить «добровольно и факультативно». 
Так как с XVI века и вплоть до 1898 года Филиппины были испанской колонией, в самом начале XX века 60 % населения страны владело испанским, чему способствовало введение обязательного бесплатного всегобщего образования на испанском языке. Большинство работ национального героя Хосе Рисаля написано по-испански. Филиппинская революция закрепила статус испанского в Малолосской конституции, объявив его государственным языком Первой Филиппинской республики.
В 1901 году на Филиппинах появились «томаситы», около 500 американских учителей, преподававших местным детям английский язык, чтение, географию, математику, основы торговли, ремесло, рукоделие и физкультуру, а также обучавших филиппинских учителей. После оккупации Филиппин США в 1902 году роль испанского языка начала уменьшаться, особенно сильно доля испаноговорящих упала после 1940-х годов. По конституции 1935 года английский становился вторым языком.
Особый комитет, выбиравший государственный язык из числа местных наречий, 30 декабря 1937 года установил, что таковым будет являться тагальский. В 1939 году президент Мануэль Кесон переименовал тагальский в «национальный язык» (Wikang Pambansa), спустя 20 лет название было изменено на «пилипино» Pilipino министром образования Хосе Ромеро. Конституция 1973 провозглашала государственными английский и «пилипино», а также обязала создать национальный язык, который ныне известен как филиппинский. Президент Фердинанд Маркос вернул испанскому официальный статус декретом № 155 в 1973 году, отмечая, что часть действовавшей тогда конституции (не дававшей испанскому статуса) написана на испанском языке и не переведена.
Конституция 1987 года снова сделала единственными государственными языками английский и «филипино», причём последний особо выделен как государственный язык, который следует «развивать и обогащать на основе существующих филиппинских и других языков». При этом филиппинский язык (филипино) основан на манильском (столичном) диалекте тагальского языка. Позже появились такие публикации, включавшие слова и других языков страны; примером может быть словарь UP Diksyonaryong Filipino Филиппинского университета.
Филиппинский и английский являются единственными общефилиппинскими языками образования, филиппинский — основной язык СМИ и кинематографа, однако он уступает английскому в печати почти во всех жанрах, за редкими исключениями вроде комиксов. Филиппинский используется как лингва франка во всех регионах страны и в диаспоре, в армии и госслужащими, и, хотя у большинства из них тагальский первым языком не является, им владеет как минимум 84 % населения страны.
В целом обычно в семьях для общения используется язык матери. В регионах существуют разнообразные виды диглоссии: для коммуникации используется несколько местных языков международного общения, а также иностранных языков. Широко распространено переключение кодов с английским, тагальским и родным языком говорящего.

## Список языков
Приведены данные о родном языке переписи 2000 года.
| Название               | Родной язык |
| ---------------------- | ----------- |
| Тагальский             | 26 387 855  |
| Себуанский             | 21 340 000  |
| Илоканский             | 7 779 000   |
| Хилигайнон             | 7 000 979   |
| Варайский              | 3 100 000   |
| Капампанганский        | 2 900 000   |
| Центральный бикольский | 2 500 000   |
| Пангасинанский         | 2 434 086   |
| Маранао                | 2 150 000   |
| Таусугский             | 1 822 000   |
| Магинданао             | 1 800 000   |
| Чабакано               | 1 200 000   |
| Кинарайский            | 1 051 000   |
| Суригаоский            | 1 000 000   |
| Масбатеньо             | 530 000     |
| Акланонский            | 520 000     |
| Ибанаг                 | 320 000     |
| Яканский               | 110 000     |
| Испанский              | 2000        |
| Эскайский              | 500         |

### Исчезающие языки
Исчезающие и уязвимые языки Филиппин, согласно данным ЮНЕСКО, данные о количестве носителей приведены по состоянию на 2000 год.

#### Уязвимые
- Центральнокаяганский агта[англ.] (779 носителей в Долине Каяган),
- Восточнокагаянский агта[англ.] (1400 носителей в Долине Каяган).

#### Есть угроза исчезновения
- Батаанский агта[англ.] (500 носителей в Батаане),
- Ирайский агта[англ.] (150 носителей в Южном Камаринесе),
- Батак[англ.] (200 носителей в Палаване).

#### Серьёзная угроза
- Файре-атта (300 в Северном Илокосе),
- Северный альта[англ.] (200 в провинции Аурора),
- Маниде[англ.] (150 в Северном Камаринесе).

#### На грани исчезновения
- Алабатский агта[англ.] (30 в Кесоне, Алабат[англ.]),
- Исарогский агта[англ.] (5 в Южном Камаринесе),
- Южный айта (также сорсогонский айта) (150 в Сорсогоне).

#### Вымершие языки
- Дикамай-думагат[англ.]  (был распространён в провинции Исабела),
- Арта (был распространён на границе провинций Исабела и Кирино),
- Катабага (был распространён в Кесоне),
- Ата (был распространён в Восточном Негросе).

## Комментарии
1. ↑  Согласно данным компании GlobalEnglish[англ.], в 2013 году среди её клиентов не-носителей наивысший уровень владения деловым английским языком был именно на Филиппинах Архивная копия от 5 марта 2016 на Wayback Machine

## Использованная литература
- Беллвуд, Питер; Фокс, Джеймс; Трайон, Даррелл[англ.]. The Austronesians: Historical and comparative perspectives (англ.). — Department of Anthropology, Australian National University, 1995. — ISBN 0-7315-2132-3.
- Ethnologue report for Philippines. Дата обращения: 28 июля 2005.
- Lobel, Jason William & Wilmer Joseph S. Tria. An Satuyang Tataramon: A Study of the Bikol language (таг.). — Lobel & Tria Partnership Co., 2000. — ISBN 971-92226-0-3.
- Malcolm Warren Mintz. Bikol (неопр.) // Facts About the World's Languages: an Encyclopedia of the World's Major Languages, Past and Present. — 2001. — ISBN 0-8242-0970-2.
- Reid, Lawrence A. Philippine minor Languages: Word lists and phonologies (англ.). — University of Hawai'i Press[англ.], 1971. — ISBN 0-87022-691-6.
- Rubino, Carl Ralph Galvez. Tagalog-English English-Tagalog Dictionary (таг.). — Hippocrene Books[англ.], 1998. — ISBN 0-7818-0961-4.
- Rubino, Carl Ralph Galvez. Ilocano Dictionary and Grammar (неопр.). — University of Hawai'i Press[англ.], 2000. — ISBN 0-8248-2088-6.
- Carl Ralph Galvez Rubino. The Philippine National Proverb. Translated into various Philippine languages. Дата обращения: 28 июля 2005.
- Sundita, Christopher Allen. In Bahasa Sug: An Introduction to Tausug (неопр.). — Lobel & Tria Partnership, Co.. — 2002. — ISBN 971-92226-6-2.
- Christopher Sundita. Languages or Dialects? Understanding the Native Tongues of the Philippines. Дата обращения: 28 июля 2005. Архивировано 16 июня 2006 года.
- Yap, Fe Aldave. A Comparative Study of Philippine Lexicons (англ.). — Institute of Philippine languages, Department of Education, Culture, and Sports, 1977. — ISBN 971-8705-05-8.
- R. David Zorc. The Bisayan dialects of the Philippines: Subgrouping and reconstruction (англ.) // Pacific Linguistics : journal. — 1977. — Vol. C, no. 44.
- R. David Zorc. Hiligaynon (неопр.) // Facts About the World's Languages: an Encyclopedia of the World's Major Languages, Past and Present. — 2001.
- Joseph Reylan B. Viray. Dagang Simbahan (неопр.) // Makata International Journal of Poetry,. — 2006. — Т. 7, № 12.
- Luciano de la Rosa. El Filipino: Origen y Connotación (неопр.) // El renacimiento filipino. — 1960.
- Moseley, Christopher. UNESCO Interactive Atlas of the World’s Languages in Danger (англ.). ЮНЕСКО (2010). Дата обращения: 2 ноября 2015.
- Kaplan R.B., Baldauf R.B. Language Planning in Malawi, Mozambique and the Philippines (англ.). — Multilingual Matters, 1999. — 171 p. — (Journal of multilingual and multicultural development). — ISBN 9781853594441.
- McKenzie D.A. The Unlucky Country: The Republic of the Philippines in the 21st Century (англ.). — Balboa Press AU, 2012. — ISBN 9781452503349.
- McFarland, C. D. Subgrouping and Number of Philippine Languages (неопр.). — Pasig City, Philippines: Secretary of Education, Culture and Sports, 1993.
- Министерство образования Филиппин. DepEd adds 7 languages to mother tongue-based education for Kinder to Grade 3 (англ.) (12 июня 2013). Дата обращения: 3 ноября 2015.
- A Handbook of Varieties of English: CD-ROM (англ.). — Mouton de Gruyter, 2004. — 2424 p. — ISBN 9783110175325.
- Ronald E. Dolan. Philippines: Education (англ.). Библиотека Конгресса (1991). Дата обращения: 19 ноября 2015.